# 川名兼四郎
川名 兼四郎（かわな かねしろう、1875年3月5日 - 1914年11月7日）は、日本の法学者。専門は民法。梅謙次郎に師事。弟子に末弘厳太郎、岩田新など。

## 来歴
千葉県出身。東京帝国大学卒業後、1900年に東京帝国大学助教授となる。1903年から1906年までドイツに留学して民法を研究し、帰国翌年の1907年に教授となった。1911年刊行の『法律大辞書』（復刻版 ISBN 4820529935） の主要執筆者一覧にも「東京帝国大学法科大学教授」として名を連ねる。末弘厳太郎の指導教官。

## 栄典
- 1912年（大正元年）12月18日 - 勲六等瑞宝章[4]

## 主著
- 『債権総論』
- 『民法総論』
- 『日本民法総論』
- 『民法』
- 『物権法要論』
- 『債権法要論』